# Yang Min-hyeok
Yang Min-hyeok (Gwangju, 16 april 2006) is een Zuid-Koreaans voetballer die bij voorkeur als vleugelspeler speelt. Hij speelt bij Tottenham Hotspur.

## Clubcarrière
Op 28 juli 2024 tekende Min-heyok een vijfjarig contract bij Tottenham Hotspur. Hij maakte het seizoen nog af bij  Gangwon. Hij scoorde in totaal twaalf doelpunten in achtendertig competitiewedstrijd in de K League 1.